# Wayi
Le département du Wayi est un des quatre départements composant la région du Lac au Tchad. Son chef-lieu est Ngouri.

## Subdivisions
Le département du Wayi compte quatre sous-préfectures qui ont le statut de commune :
- Ngouri
- Doum Doum
- Kouloudia

## Administration
Liste des administrateurs :
Préfets du Wayi (depuis 2002)
- 9 octobre 2008 : Koullou Mahamat Treya[1]
- 9 janvier 2016 : Poua Daniel Sassouang[2]